# آتش (فیلم ۱۹۹۶)
آتش (هندی: फायर) فیلمی در ژانر درام، رمانتیک، و شهوانی به کارگردانی دیپا مهتا است که در سال ۱۹۹۶ منتشر شد. از بازیگران آن می‌توان به شبانه اعظمی اشاره کرد.